# ま〜まれぇど
ま〜まれぇどは、パソコン用アダルトゲームのブランド。萌えエッチを重視した作品を製作している。
ブランド名の由来は、「甘くて苦いマーマレードジャムみたいに、ただ甘いだけじゃないよという、そういう隠し味も入れた感じのブランドにしたい」という思いから。
ま～まれぇどとして最初に重視するのは「エロ」であるが、「萌えゲー」というカテゴリーも兼ねているため、キャラ萌えが発生したうえでのイチャイチャも大事にしている。

## 作品一覧
- 2004年10月29日：こんねこ
- 2005年12月22日：みらろま
- 2007年7月27日：リリカル♪りりっく
- 2008年5月30日：リリカルDS
- 2009年10月30日：キスと魔王と紅茶
- 2011年9月30日：らぶ2Quad
- 2012年10月26日：恋色マリアージュ
- 2013年8月30日：星ノ音サンクチュアリ
- 2014年8月29日：PRIMAL×HEARTS
- 2015年10月30日：PRIMAL×HEARTS2
- 2017年7月28日：お家に帰るまでがましまろです
- 2019年9月27日：スタディ§ステディ
- 2021年5月28日：イチャ×2スタディ
- 2022年10月28日：スタディ§ステディ2
- 2024年3月29日：イチャ×2スタディ由乃 ～Dear Future～
- 2025年10月31日：バカップル・サプリメント

## 主なスタッフ
- プロデューサー：佐倉
- シナリオライター：鈴木慎次郎
- 原画：みけおう（外注）
- グラフィッカー：ばんろっほ、笹本瑞希、平凡蛙
- ディレクター、グラフィッカー：武内よしみ
- プログラマー：Leshade Entis
- 広報：マツシマ

## インターネットラジオ
ま〜まれぇど放送局 サクラサク♪さくらじお
2007年5月18日から10月19日まで音泉にて配信。パーソナリティは成瀬未亜とみとせのりこ。